# Таекуондо
Таекуондо (на корейски: 태권도, в свободен превод – „пътят на ръцете и краката“ ) е вид източно бойно изкуство, развило се в Корея. Негов създател е генерал Чой Хонг Хи (1918 – 2002).
Двете най-големи таекуондо организации са Световната федерация по таекуондо (WT), която е създадена през 1973 г. и е със седалище в Южна Корея и Международната федерация по таекуондо (ITF) – със седалища в Северна Корея, Канада и Испания. Съществува Българска федерация по олимпийско таекуондо(стил WT), Българска таекуондо федерация стил ITF и Българска асоциация по таекуондо (БАТ).
През 1955 г. таекуондо получава своето официално признание като бойно изкуство в Корея. Свикана е специална комисия от водещи майстори, инструктори, историци и известни деятели. Разглеждани са няколко варианта относно наименованието на новия вид бойно изкуство. На 11 април свиканата от генерал Чой Хонг Хи в Сеул комисия приема предложеното название – таекуондо.
През 1959 г. таекуондо се разпростира извън границите на Корея.
През 1960 г. се отбелязва бързо разпространение и популярност на таекуондо не само в Корея, но и в много страни по света. Първият демонстрационен отбор по таекуондо се е състоял от майсторите Хан Ча Кио, Ким Джунг Кеун, Парк Джунг Су и Куон Дже Хуа, които популяризирали новото бойно изкуство в девет страни. Това послужило като основа за създаването на Международната таекуондо федерация (ITF).
На 28 май 1973 г. Световната таекуондо федерация (WT) е създадена в Сеул с участието на Виетнам, Малайзия, Сингапур, Западна Германия, САЩ, Турция, Италия, Египет и Корея.
От 2000 г. таекуондо (стил WT) е второто източно бойно изкуство, освен джудо, което е и олимпийска дисциплина.

## История
Таекуондо е корейско бойно изкуство. Негов създател е генерал Чой Хонг Хи. Официалната дата, на която е признато възникването на таекуондо, е 11 април 1955 г.
Названието „таекуондо“ е съставено от 3 корейски думи:
- „Тае“ – означава крак, изпълнение на удари с крака или в скок;
- „Куон“ – ръка, нанасяне на удари с ръка, чупене с ръка;
- „До“ – път.

Основните техники в таекуондо са разработени от генерал Чой Хонг Хи в периода 1946 – 1954 г. Той използва познанията си по те кион и карате и ги съчетава с принципите на физиката и биомеханиката, позволяващи човешките крайници да бъдат използвани с максимална ефективност за защита и нападение.
Развитието на таекуондо в България започва през втората половина на 70-те години с дейността на Валерий Найденов (1953 - 2012) Тренирал таекуондо (WTF) в Мароко при корейски майстор, в България той прави първите демонстрации и започва да създава малки групи и школи, които по това време действат полулегално (властите не разрешават официалното практикуване на бойни изкуства с изключение на джудо, самбо, бокс и борба). През 1981 г. е създаден първият официален клуб за източни изкуства и култура. В края на 1985 г. в страната пристига севернокорейският майстор Ким Унг Чол. Престоят му е кратък, но оставя множество последователи. През 1988 г. към него е отправена официална покана отново да посети България. Малко по-късно той става първият преподавател в новосъздадената специалност „Таекуондо“ в Национална спортна академия. Стреми се към създаването на Българска таекуондо федерация към Международната таекуондо федерация, както и подготовка на български национален отбор за участие в международни прояви.
След падането на тоталитаризма в България, през 1990 г. е регистрирана Българската федерацията по таекуондо към Световната таекуондо федерация (WTF) и Валерий Найденов (VI дан) става неин председател.
Принос за развитието и утвърждаването на таекуондо в България имат корейските инструктори Ким Чол Ман VI дан (1989 – 1993), Сок Мин Чол VII дан (1993 – 1999) и най-вече Ким Унг Чол IX дан, който и до днес преподава в България.

## Теория на силата
Равновесие
(Запазване на баланс)
- Ударът е по-ефективен, когато тялото е в равновесие.
- Когато теглото на тялото е равномерно разпределено върху двата крака, центъра на тежестта трябва да бъде в средата на линията между двата крака.
- Когато цялото тегло е само върху единия крак, то центъра на тежестта на тялото трябва да е на вертикалната линия, преминаваща през средата на ходилото.

Контрол на дишането
- Трябва да се издишва силно при удар или блок. Така се напрягат стомашните мускули и се отдава максимала сила на удряния обект. Издишването гарантира, че няма да вдишаме по време на удара, което може да попречи на движението и да предизвика загуба на мощ на удара. Трябва да се вдишва бавно при подготовката на следващото движение.

Маса и ускорение
- Според втория закон на Нютон силата е равна на масата по ускорението.
- За да стане ударът по-мощен, трябва в него да се вложи по-голяма маса от тялото с по-голямо ускорение.
- Ускорението е по-голямо при по-голяма скорост на извършване на ударите. Трябва да се стремим скоростта да е максимална в последната фаза на удара.
- Начин да вложим нашата маса е като повдигнем центъра на тежестта на тялото ни чрез отскок или изправяне на коленете, а в момента на удара се снишим. При това използваме и силата на земното привличане, което ни дава и допълнително ускорение.

Отпускане и усукване
(Блоковете с ръка или ударите почти винаги са свързани с усукване на китката точно преди крайната фаза на удара)
- Силата идва от отпускането, не от мускулите. Напрегнатостта на мускулите забавя движенията и намалява скоростта. Бавно вдишване и отпускане предшестват всеки удар, както е при туловете.

## Клетва
- Аз ще спазвам принципите на таекуондо;
- Аз ще уважавам инструкторите и старшите;
- Аз никога не ще злоупотребя с таекуондо;
- Аз ще защитавам свободата и справедливостта;
- Аз ще градя един по-мирен свят;

## Принципи
- Учтивост,
- Почтеност,
- Постоянство,
- Самоконтрол,
- Непоколебим дух.

Не е необходимо да се говори за това, че успехите или неудачите в таекуондо много зависят от това как трениращия разбира и прилага на практика принципите на таекуондо, служещи за ръководство на всеки сериозно занимаващ се с този вид бойно изкуство.

### Учтивост
Може да се каже, че учтивостта е неписан закон, препоръчван от древните учители като философия в качеството на средство за пречистване на човечеството в процеса на построяване на хармонично общество.
Формирайки своя характер, трениращите таекуондо са длъжни да спазват следните правила, включвайки ги като задължителен елемент в тренировъчния процес:
1. Да се развива дух на взаимоуважение.
2. Да се борят със своите лоши навици.
3. Да бъдат вежливи.
4. Да се поддържа атмосфера на справедливост и хуманизъм.
5. Да се съблюдава йерархията в отношенията между трениращите и инструктора, начинаещите и напредналите, старите и младите.
6. Да се държат в съответствие с приетия етикет.
7. Да се уважава положението на другите.
8. Да се отнасят към другите честно и открито.
9. Да се въздържат от приемането или връчването на подаръци във всички случаи, когато това може да бъде изтълкувано погрешно.

### Почтеност
В таекуондо значението на тази дума донякъде се отличава от тълкуванието ѝ в речниците. Всеки е длъжен да може да различава правилното от грешното и, в случай че постъпи погрешно, трябва да си вземе поука.
По-долу са приведени примери, илюстриращи недостатъците на честността.
- Опити от преподаване на невярна техника от инструктора поради липса на знание или безотговорност.
- Използване на подпилени или предварително сцепени дъски при демонстрация на силов тест.
- Опити на инструктора да „маскира“ недостатъците на своята техника като създава добри условия за тренировка.
- Подкупване на инструктора.
- Опити от страна на трениращите да получат по-висока степен за осъществяването на грозни намерения или за демонстриране на своето превъзходство.
- Инструктор, преподаващ таекуондо единствено в името на удовлетворяване на собствените материални изгоди.
- Игнориране на мнението на начинаещите.

### Постоянство
Древните хора са казвали: „Упоритостта води към съвършенство“. За да постигнеш нещо е необходимо да си го поставиш за цел, която да осъществиш с постоянство.
Една от тайните на майсторите на таекуондо гласи: „Упорито преодолявай всички трудности“. А Конфуций е казал: „Този, който не е упорит на младини, рядко постига успех, когато порасне“.

### Самоконтрол
Самоконтролът е важен както в тренировъчната зала, така и във всекидневния живот. Изгубването на самообладание по време на спаринг може да доведе до много сериозни последствия и за двамата съперници. Също така неотзивчивостта в групата е проява на лош самоконтрол.
Лао Дзъ е казал: „Силният – това е този, който умее да побеждава себе си, а не другия“.

### Непоколебим дух
Трениращите таекуондо са длъжни да бъдат честни и искрени, да не се боят от нищо, да проявяват непоколебим дух, независимо от това кой е противникът или колко много са противниците.

## Колани
- Бял: символизира чистота, тоест начинаещите в самото начало практикуват таекуондо без да имат никакви знания и умения;
- Жълт: символизира земята, в която се пускат корените, от които израстват семената на таекуондо;
- Зелен: символизира началния етап от процеса на развитието на дърво, което наподобява процеса на развитие на таекуондо;
- Син: символизира небето, към което, подобно на развиващо се дърво, в процеса на тренировки трениращият се стреми към съвършенство;
- Червен: символизира опасност, предупреждава трениращия за необходимост от строг самоконтрол;
- Черен: противоположност на белия, символизира майсторство на техниката на таекуондо, а също така и че притежателите на този пояс не се боят от силите на мрака и злото.

Подредбата на цветните колани не е случайна. Основава се на древните традиции. Черният, червеният и синият цвят съответстват на йерархии по времето на династиите Когурьо и Силла, а притежателите на червен колан са носили пояс, оцветен наполовина в черно, наполовина в червено. Главното значение на колана е да подчертава философските възгледи на таекуондо, а също така означава и квалификацията на трениращия. На 1 юли 1985 г. е взето решение, което гласи, че коланът трябва да обикаля кръста един път, а не два пъти, както се е практикувало преди. Едната обиколка на колана около кръста символизира:
- стремеж към постигането на цели, които са били неосъществими преди това;
- служба на един господар с непоколебима преданост;
- достигане на победата само с един удар.

## Философия
Философията на таекуондо така, както е написана от генерал Чой:
1. Бъди готов да ходиш там, където ходенето може да бъде трудно, и да правиш това, което трябва, дори да е невъзможно.
2. Бъди внимателен към слабите и твърд към силните.
3. Бъди доволен от парите и възможностите, които имаш, но от уменията си – никога.
4. Винаги завършвай това, което си започнал, без значение дали е малко или голямо.
5. С желание учи всеки, независимо от религията, расата и идеологията му.
6. Никога не отстъпвай пред натиск и заплахи в преследване на благородната си цел.
7. Преподавай знанията и уменията си с действия, а не с думи.
8. Винаги бъди себе си, дори и когато обстоятелствата не са в твоя полза.
9. Бъди вечния учител, който учи с тяло, когато е млад, с думи, когато е стар, и с духовни напътствия след смъртта си.